# Morning Show
A Morning Show a Class FM magyar nyelvű reggeli rádióműsora volt 2009 és 2018 között.

## Története

### Analóg korszak
Az eredeti, Sebestyén Balázs által vezetett Morning Show az analóg sugárzású Class FM-en szólt 2009. november 30-tól 2016. november 16-ig (2009. december 10-től ezen a néven). A régi Morning Show-hoz hasonló műsor jelenleg a Rádió 1-en szól Balázsék (2016-tól 2017-ig Reggeli Show) néven.
Bár a név Sebestyén Balázs ötlete volt, egy zavaros jogvita miatt az mégis a Class FM-et működtető cég tulajdonában maradt, így ezen a néven nem indíthatott műsort. A Fővárosi Törvényszék 2017. június 27-i végzésében helyt adott a Class FM tulajdonosa, Michael McNutt kérelmének, és eltiltotta Sebestyén Balázst és a többi alperest a Reggeli Show elnevezés és a kapcsolódó logó használatától. Az esetleges fellebbezéstől függetlenül, a végzés azonnal végrehajtandó volt.
A szignálok hangja Bodrogi Attila volt, akinek a helyét 2014-ben ideiglenesen Endrédi Máté vette át.

### Digitális korszak
A műsor 2017. április 20-án indult újra, immár a webrádióként üzemelő Class FM-en. A digitális adás a reggeli műsoroknál megszokottól több zenét sugárzott, 9 és 10 között pedig egy vendég érkezett a stúdióba. Műsorvezetői Stohl András, Pataki Zita és Janklovics Péter voltak.
2018 májusában Janklovics Péter ismeretlen okokból eltűnt a műsorból, majd július közepén az egész műsor véget ért, a leépítések részeként.